# Colletta (liturgia)
La colletta (pron: collètta) è un'orazione che fa parte della liturgia della Messa cattolica secondo il rito romano e della liturgia anglicana (come risulta dal Libro delle preghiere comuni).
È collocata dopo la dossologia maggiore (il Gloria), e prima della Liturgia della Parola.
Viene recitata dal celebrante. «Il popolo, unendosi alla preghiera, fa propria l'orazione con l'acclamazione "Amen"».
Il suo sviluppo nasce dal ricordo di qualche azione compiuta da Dio per il suo popolo o da qualche sua caratteristica, e in essa si chiede a Dio di continuare la sua opera. La conclusione della colletta è la formula trinitaria:
- se è rivolta al Padre: "Per il nostro Signore Gesù Cristo, tuo Figlio, che è Dio, e vive e regna con te, nell’unità dello Spirito Santo, per tutti i secoli dei secoli";
- se è rivolta al Padre, ma verso la fine dell’orazione medesima si fa menzione del Figlio: "Egli è Dio e vive e regna con te, nell’unità dello Spirito Santo, per tutti i secoli dei secoli";
- se è rivolta al Figlio: "Tu sei Dio e vivi e regni con Dio Padre, nell’unità dello Spirito Santo, per tutti i secoli dei secoli".»

("Colletta", in Ordinamento generale del Messale Romano)